# دهستان چالدران جنوبی
دهستان چالدران جنوبی نام دهستانی در بخش مرکزی شهرستان چالدران، استان آذربایجان غربی در ایران است. 
براساس سرشماری مرکز آمار ایران در سال ۱۳۹۵، جمعیت این دهستان برابر با ۹٬۶۶۱ نفر (۲٬۳۱۰ خانوار) بوده‌است. 